# Mistrzostwa Europy w Lekkoatletyce 1982 – maraton kobiet

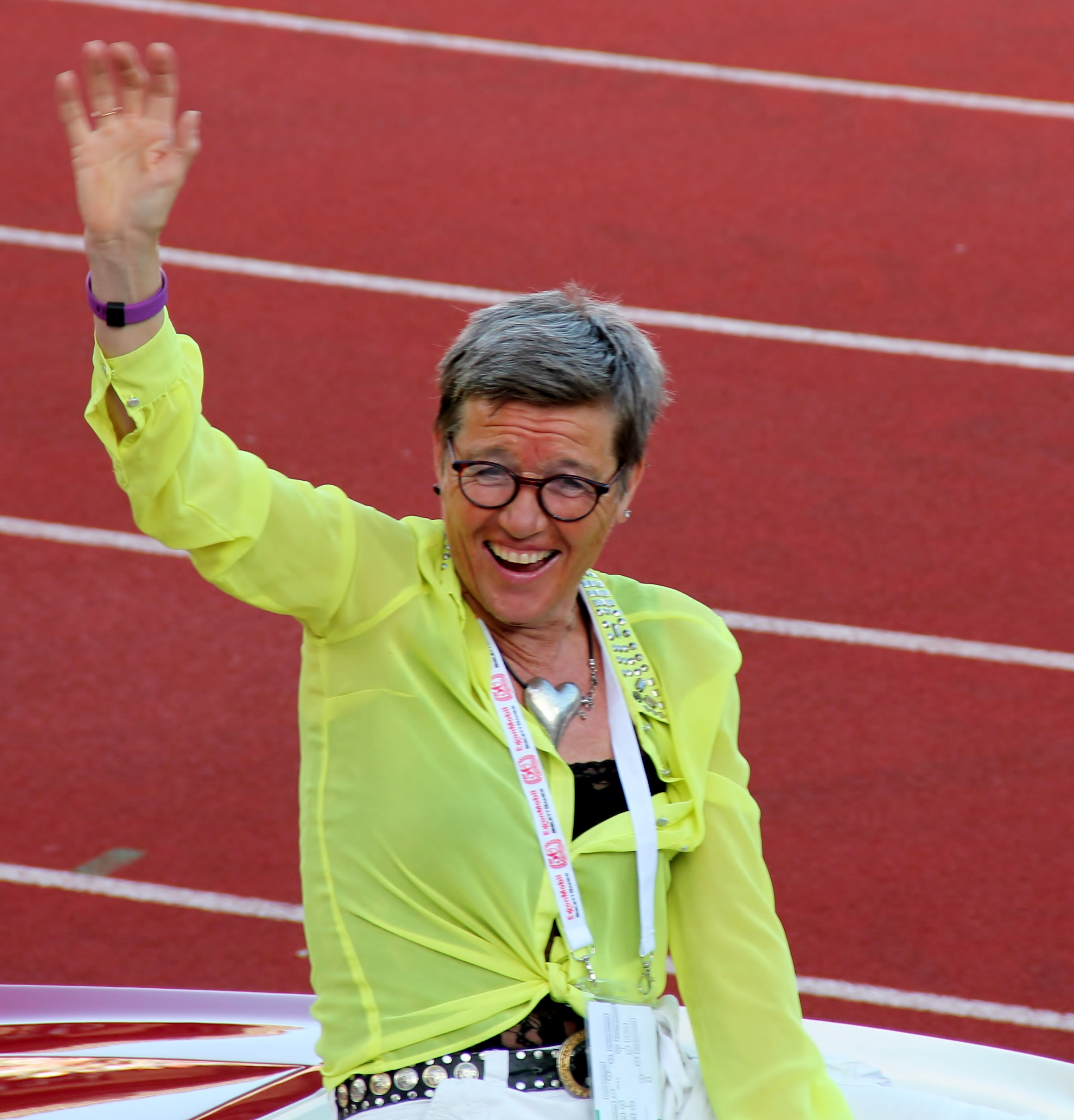
Ingrid Kristiansen w 2015

Bieg maratoński kobiet był jedną z konkurencji rozgrywanych podczas XIII mistrzostw Europy w Atenach. Konkurencję tę rozegrano po raz pierwszy na mistrzostwach Europy. Został rozegrany 12 września 1982 roku. Zwyciężczynią tej konkurencji została reprezentantka Portugalii Rosa Mota. W rywalizacji wzięło udział dwadzieścia siedem zawodniczek z siedemnastu reprezentacji.

## Rekordy
| Rekord świata | Grete Waitz (NOR) | 2:25:41,3 | Nowy Jork, Stany Zjednoczone | 26.10.1980 |
| Rekord Europy | Grete Waitz (NOR) | 2:25:41,3 | Nowy Jork, Stany Zjednoczone | 26.10.1980 |

## Wyniki

### Finał
| Miejsce | Zawodniczka          | Czas        | Uwagi |
| ------- | -------------------- | ----------- | ----- |
| 1       | Rosa Mota            | 2:36:03,94  | CR    |
| 2       | Laura Fogli          | 2:36:28,40  |       |
| 3       | Ingrid Kristiansen   | 2:36:38,49  |       |
| 4       | Alba Milana          | 2:38:54,97  |       |
| 5       | Carla Beurskens      | 2:39:22,41  |       |
| 6       | Karolina Szabó       | 2:40:50,46  |       |
| 7       | Midde Hamrin         | 2:42:14,16  |       |
| 8       | Zoja Iwanowa         | 2:42:43,39  |       |
| 9       | Kathryn Binns        | 2:44:09,50  |       |
| 10      | Rita Marchisio       | 2:44:24,09  |       |
| 11      | Monika Lövenich      | 2:45:10,85  |       |
| 12      | Charlotte Teske      | 2:45:17,16  |       |
| 13      | Heidi Hutterer       | 2:46:32,49  |       |
| 14      | Tuija Toivonen       | 2:48:51,06  |       |
| 15      | Sinikka Kiippa       | 2:48,54,76  |       |
| 16      | Henriette Fina       | 2:49:57,68  |       |
| 17      | Christine Seeman     | 2:51:58,11  |       |
| 18      | Carey May            | 2:52:06,75  |       |
| 19      | Vreni Forster        | 2:52:49,41  |       |
| 20      | Nadieżda Gumierowa   | 2::53:00,37 |       |
| 21      | Carol Gould          | 2:58:48,75  |       |
| 22      | Jeorjia Papanastasiu | 3:18:40     |       |
| 23      | Kyriaki Kouvara      | 3:28:53     |       |
| –       | Iclar Martínez       | DNF         |       |
| –       | Annick Lebreton      | DNF         |       |
| –       | Magda Ilands         | DNF         |       |
| –       | Alena Cuchło         | DNF         |       |